# دنی اورت
دنی اورت (انگلیسی: Danny Everett؛ زادهٔ ۱ نوامبر ۱۹۶۶) دونده اهل ایالات متحده آمریکا بود.
وی در مسابقات کشوری و بین‌المللی در مجموع برندهٔ ۲ مدال طلا، ۱ مدال نقره، ۲ مدال برنز شده‌است.